# Doreen Mantle
Doreen June Mantle (Johannesburg, 22 giugno 1926 – Londra, 9 agosto 2023) è stata un'attrice sudafricana naturalizzata britannica.

## Biografia
Nota soprattutto come attrice teatrale, recitò nei classici My Fair Lady, Il gabbiano, Amleto e Morte di un commesso viaggiatore, per cui vinse il Laurence Olivier Award alla miglior attrice non protagonista nel 1979.
La sua carriera fu costituita principalmente da numerose apparizioni nelle trasmissioni televisive britanniche durante gli anni 1970 - 2018, in particolare nella serie della BBC One Foot in the Grave dove svolse il ruolo di Jean Warboys, amica e vicina della famiglia Meldrew, durante gli anni 90; l'attrice recitò anche in Coronation Street e Father Ted.

## Filmografia parziale

### Cinema
- Frenzy, regia di Alfred Hitchcock (1972)
- Black Jack, regia di Ken Loach (1979)
- La donna del tenente francese (The French Lieutenant's Woman), regia di Karel Reisz (1981)
- Yentl, regia di Barbra Streisand (1983)
- Le montagne della luna (Mountains of the Moon), regia di Bob Rafelson (1990)
- Amare per sempre (In Love and War), regia di Richard Attenborough (1996)
- Scoop, regia di Woody Allen (2006)
- 55 passi (55 Steps), regia di Bille August (2017)

## Vita privata
Sposò Graham Smith nel 1953; ebbe due figli ma in seguito divorziò.